# Bariumfluorid
Bariumfluorid ist eine chemische Verbindung des Bariums und zählt zu den Fluoriden. Es ist ein farbloser kristalliner Feststoff.

## Vorkommen
In der Natur kommt Bariumfluorid in Form des seltenen Minerals Frankdicksonit vor.

## Gewinnung und Darstellung
Wenn sein Löslichkeitsprodukt überschritten ist, fällt Bariumfluorid beim Einengen barium- und fluoridhaltiger wässriger Lösungen aus.
{\displaystyle \mathrm {Ba^{2\operatorname {+} }+2\ F^{-}\longrightarrow BaF_{2}\downarrow } }

## Eigenschaften
Wie Calcium- und Strontiumfluorid kristallisiert Bariumfluorid in der kubischen Fluoritstruktur. Neben der bei Normalbedingungen stabilen Struktur sind zwei Hochdruckmodifikationen bekannt, in ihnen ist das Barium neun- beziehungsweise elffach koordiniert.
Oberhalb von 3 GPa Druck bildet sich die orthorhombische Blei(II)-chlorid-Struktur, in der auch die anderen Bariumhalogenide kristallisieren. Eine weitere Phasenumwandlung erfolgt bei 12 GPa. Oberhalb dieses Druckes ist die hexagonale Ni2In-Struktur die stabilste.
In der Gasphase sind Bariumfluorid-Moleküle entgegen den Vorhersagen des VSEPR-Modells nicht linear, sondern mit einem Winkel von 126° gewinkelt. Verantwortlich hierfür sind relativistische Effekte.

## Verwendung
Bariumfluorid-Einkristalle sind über einen weiten Bereich von 150 nm im Ultravioletten bis 15 μm im Infraroten optisch transparent. Dies kann für optische Geräte genutzt werden. Wie andere Fluoride ist Bariumfluorid ein Flussmittel für die Herstellung von Leichtmetallen, Legierungen und in der Email-Industrie.
Wird Bariumfluorid mit Lanthanoiden dotiert, kann es als Material für Faserlaser genutzt werden.